# (3568) ASCII
Pour les articles homonymes, voir ASCII (homonymie).
(3568) ASCII est un astéroïde de la ceinture principale.

## Description
(3568) ASCII est un astéroïde de la ceinture principale. Il fut découvert par Marguerite Laugier le 17 octobre 1936 à Nice. Il présente une orbite caractérisée par un demi-grand axe de 3,14 UA, une excentricité de 0,24 et une inclinaison de 19,43° par rapport à l'écliptique.
Il fut nommé d'après la célèbre page de code ASCII qui est aussi le titre du principal magazine d'informatique du Japon.

## Compléments